# Base aerea di Solenzara
La base aerea 126 di Ventiseri-Solenzara "Albert Preziosi" è una base aerea dell'Armée de l'air situata in Corsica nel comune di Ventiseri non lontana dal confine tra i due dipartimenti dell'Alta Corsica e della Corsica del Sud e vicina alla costa tirrenica dell'isola nei pressi dello stagno di Palo. 

## Storia

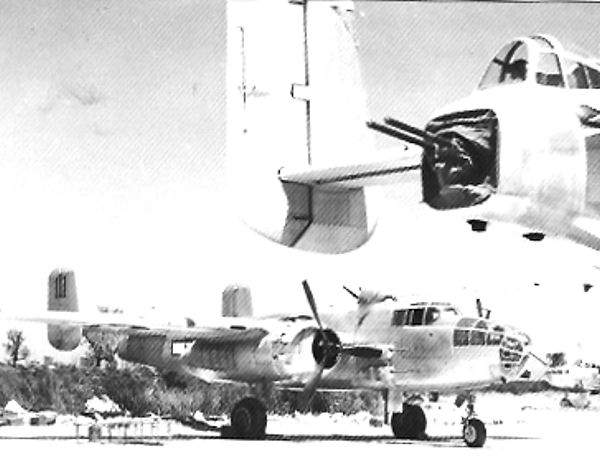
Un B-25J americano a Solenzara nel 1944.

Un primo aerodromo venne costruito a Solenzara per la 12th USAAF che ne costruì altri nell'isola durante la guerra.Dei cacciabombardieri partirono anche da questa base per l'operazione Dragoon, lo sbarco in Provenza del 15 agosto 1944.
Nel 1956 cominciò la costruzione della base attuale che venne completata nel 1958 e il primo aereo atterrò il 30 maggio 1960; dopo la guerra fredda venne utilizzata come base di addestramento della NATO.
La base venne utilizzata nel 1993 per la guerra in Bosnia e nel 1999 per la guerra in Kosovo. Dopo la guerra in Kosovo la Royal Air Force ha lasciato un Tornado nella base.
Inoltre venne utilizzata per l'intervento militare in Libia del 2011. Alla data del 23 aprile 2011 ospitava 23 velivoli che effettuavano un minimo di otto e un massimo di quattordici operazioni giornaliere.
I 23 aerei da caccia erano i seguenti velivoli:
- 9 Dassault Rafale della base di Saint-Dizier-Robinson
- 4 Dassault Mirage 2000 D della base di Nancy-Ochey
- 4 Dassault Mirage F1 CR della base di Nancy-Ochey
- 3 elicotteri Aérospatiale SA 330 Puma dello Squadrone d'elicotteri 01.044 Solenzara, l'unica in servizio permanente alla base.

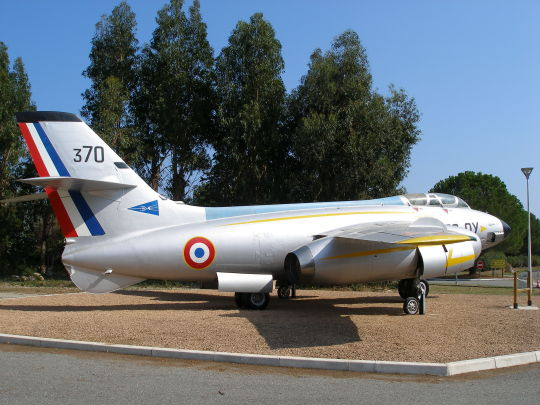
Un cacciabombardiere Vautour IIN conservato nella base di Solenzara.

### La base di Solenzara e la strage di Ustica
La base venne utilizzata durante tutta la giornata del 27 giugno 1980 da 14 militari dell'Armée de l'Air, rintracciati solo nel 2014 dalla procura di Roma, la quale ha quindi smentito le affermazioni che la davano per non più operativa dalle ore 17.00. La sera stessa vennero rilevati uno o due MIG-23 libici in volo sull'isola d'Elba e un AWACS statunitense registrato a terra poco prima della strage.